# Montréal-Ouest (district électoral du Canada-Uni)
Pour les articles homonymes, voir Montréal-Ouest.
Circonscription électorale provinciale du Canada
Montréal-Ouest est un district électoral de l'Assemblée législative de la province du Canada.

## Liste des députés
| Années | Années      | Député              | Affiliation |
| ------ | ----------- | ------------------- | ----------- |
|        | 1861 - 1863 | Thomas D'Arcy McGee | Rouge       |
|        | 1863 - 1867 | Thomas D'Arcy McGee | Rouge       |